# Andromeda I
Andromeda I (również And I, PGC 2666) – karłowata galaktyka sferoidalna w konstelacji Andromedy. Jest satelitą Galaktyki Andromedy. Odkrył ją (wraz z And II, And III i And IV) Sidney van den Bergh na fotografiach z lat 1970 i 1971.
Andromeda I jest położona ok. 3,5° na południe od centrum galaktyki M31 (co odpowiada odległości około 190 tys. lat świetlnych). Od Ziemi dzieli ją dystans około 2,4 mln lat świetlnych.
Badania prowadzone przy pomocy Teleskopu Hubble’a doprowadziły do odkrycia w And I gromady kulistej, wyznaczono również wiek galaktyki na około 10 miliardów lat.